# Namibia (Gattung)
Namibia ist eine Pflanzengattung aus der Familie der Mittagsblumengewächse (Aizoaceae). Der botanische Name der Gattung leitet sich von ihrem Verbreitungsgebiet, der Trockenwüste Namib, ab.

## Beschreibung
Die Pflanzen der Gattung Namibia wachsen kompakt und bilden einen mehr oder weniger halbkugelförmigen Körper mit bis zu 30 Zweigen, von denen jeder zwei bis drei Blattpaare trägt. Die dicken Laubblätter sind dreieckig und besitzen wulstige Ränder. Sie sind 20 bis 30 Millimeter lang sowie 15 bis 20 Millimeter breit und dick. Ihre schuppig-wachsige Oberfläche ist samtig. Die äußere Epidermiswand enthält eine dicke Schicht Kristallsand.
Die einzeln stehenden Blüten besitzen keine Hochblätter. Es sind fünf (selten vier bis sechs) ungleich große Kelchblätter vorhanden. Ihre Kronblätter sind weiß bis rosafarben. Die zahlreichen aufrechten Staubblätter bilden eine zentrale Säule. Das Nektarium bildet einen deutlichen dunkelgrünen, kranzartigen Ring, der zahlreiche pfriemliche Fruchtblätter umgibt. Die Pflanzen blühen in ihrer Heimat von Juni bis Oktober.
Die 12- bis 25-fächrigen Kapselfrüchte ähneln denen der Gattung Dracophilus. Die Samen sind eiförmig bis verlängert birnenförmig.

## Systematik und Verbreitung
Die Gattung Namibia ist südlich von Lüderitz verbreitet. Die Arten wachsen in Spalten von Dolomit-Gestein oder auf Hängen mit verschiedensten Gesteinsarten. Die Niederschlagsmenge beträgt weniger als 100 Millimeter pro Jahr.
Die Beschreibung als Untergattung der Gattung Juttadinteria erfolgte 1926 durch Gustav Schwantes. Gemeinsam mit Kurt Dinter stellte er 1927 die Gattung Namibia auf. Die Typusart ist Namibia cinerea. Nach Heidrun Hartmann (2017) umfasst die Gattung Namibia die beiden folgenden Arten:
- Namibia cinerea (Marloth) Dinter & Schwantes
- Namibia pomonae (Dinter) Dinter & Schwantes ex Walgate

## Nachweise